# Obilnyj (Kraj Krasnodarski)
Obilnyj (ros. Обильный) – osiedle w Rosji, w Kraju Krasnodarskim, w rejonie kryłowskim. W 2010 liczyło 432 mieszkańców.